# 1er régiment mixte de zouaves et tirailleurs
Le 1er régiment mixte de zouaves et de tirailleurs (1er RMZT) où 1er Mixte, créé sous le nom de 2e régiment de marche de zouaves et de tirailleurs était un régiment d'infanterie appartenant à l'Armée d'Afrique qui dépendait de l'armée de terre française.

## Création et différentes dénominations
- 12 septembre 1914 : création du 2e régiment de marche de zouaves et de tirailleurs de la 3e brigade du Maroc.
- 15 mars 1915 prend le nom de  1er régiment mixte de zouaves et tirailleurs (1er RMZT).
- 2 juillet 1918 : dissolution du bataillon de zouaves. Le régiment qui comprend dès lors 3 bataillons de Tirailleurs conserve son titre de 1er mixte.
- 1920 : devient le 43e régiment de tirailleurs algériens.

## Chefs de corps
- jusqu’au 9 février 1915 : Lieutenant-colonel Vreniere
- 4 mars - 21 octobre 1915 : Lieutenant-colonel Cazenove (malade évacué)
- 21 octobre 1915 - 16 avril 1917 : Commandant puis lieutenant-colonel (21 novembre 1915) Lainne 1917 (blessé)
- du 1er mai 1917 au 12 octobre 1918 : Lieutenant-colonel Moreaux (évacué)
- du 12 au 24 octobre 1918 : Lieutenant-colonel Alaret
- du 24 octobre 1918 : Lieutenant-colonel Calmon

## Historique des garnisons, combats et batailles

### Première Guerre mondiale

#### Affectations
- 3e brigade du Maroc

- 37e division d'infanterie de septembre 1914 à avril 1915
- 153e Division d’Infanterie d’avril 1915 à juillet 1918.

De 1914 à 1918, les pertes du 1er RMZT s'élèvent à 2 425 morts ou disparus (82 officiers, 216 sous-officiers, 238 caporaux et 1 889 soldats).

#### 1914
Le 2e régiment de marche de zouaves et de tirailleurs de la 3e brigade du Maroc est formé le 12 septembre 1914, à Mérignac et constitué avec trois bataillons venus du Maroc :
- le 1er bataillon du 2e zouaves du groupe de Taza
- le 2e bataillon du 3e tirailleurs du Maroc occidental
- le 3e bataillon du 3e tirailleurs du Maroc occidental

Ce nouveau régiment est placé sous les ordres du lieutenant-colonel Vrenière. 
La brigade, dont l'autre régiment était le 9e zouaves était commandée par le Colonel Cherrier.
Le 13 septembre, le 2e régiment de marche de zouaves et de tirailleurs de la 3e brigade du Maroc quitte Bordeaux en chemin de fer et débarque le lendemain à Clermont de l'Oise.

Le 15 septembre, il est dirigé sur Estrées-Saint-Denis.
 
Le 16 septembre, 4 jours après sa formation, la 3e brigade du Maroc reçoit l'ordre de marcher sur Carlepont.
 Un bataillon du 9e zouaves est dirigé vers les premières maisons de Carlepont, en marchant à travers bois afin de protéger les deux régiments de la brigade. La 37e division d'infanterie qui se trouve dans une situation des plus périlleuses a besoin d'être dégagée. Ordre est donné d'attaquer Carlepont.
 À la sortie des bois, le 1er bataillon du régiment reçoit le baptême du feu. Le 3e bataillon vient le renforcer. A la tombée de la nuit les troupes s'établissent sur les emplacements de combat et les Allemands menacés, évacuent Carlepont pendant la nuit.
À partir de cette date, le 2e régiment de marche de zouaves et de tirailleurs et la 3e brigade du Maroc, poursuit la lutte dans le secteur Tracy-le-Val-Bailly. Les combats sont incessants, les unités s'enterrent, la guerre de tranchée a commencé.
Le régiment tient ce secteur jusqu'au 17 avril 1915.

#### 1915
Le 15 mars 1915, le commandant Cazenove est nommé lieutenant-colonel et prend le commandement du régiment qui prend le nom officiellement de  1er régiment mixte de zouaves et tirailleurs (1er RMZT).
Le 17 avril 1915, la 3e brigade du Maroc est retirée de la région de Compiègne et transportée en Artois, où elle entre dans la composition de la 153e DI.
Alors que l'unité devait prendre part à l'attaque du mois de mai elle fut brusquement enlevée et convoyée en camions pour être employée en Belgique ou les Allemands, grâce à l'emploi de gaz asphyxiants avaient gagné 7 kilomètres à l'ouest de la ligne Langemark-Pilkem.
Débarqué à Crombeck, le 1er Mixte est mis à la disposition du général Quiquandon commandant la 45e DI puis tient le secteur Het Sas-Boesinghe où il reçoit mission d'assurer coûte que coûte l'intégrité du front. Il est ensuite relevé et mis au repos à Westvleteren où il s'exerce à préparer une nouvelle attaque.
Ramené vers le canal de l'Yperlée, le 1er Mixte va relever les unités de la 174e brigade en face de Lizerne avec mission d'enlever ce village et d'atteindre Steenstrate. Le 5 mai, 2 bataillons du régiment qui essaient d'attaquer la position allemande sont rejetés sur leurs positions de départ. Jusqu'au 15 Mai, les essais d'attaque ne réussissent pas, il faut opérer méthodiquement et faire des travaux d'organisation. Un troisième bataillon, grâce à des cheminements
a pu gagner 60 mètres dans la direction du canal de l'Yperlée. La position allemande est habilement organisée et défendue. Malgré toutes les difficultés, le 15 mai à 15 heures, les Tirailleurs du 1er Mixte enlèvent d'assaut, les premières tranchées allemandes et poussent jusqu'au village de Steenstrate, s'emparant des premières maisons. À la droite, la liaison est établie avec le 9e zouaves qui s'est rendu maitre de Het Sas tandis que 2 bataillons du régiment tiennent solidement les positions conquises et repoussent deux contre-attaques ennemies. Mais, pendant les deux journées du 15 et du 16 mai, le bombardement est effroyable et le régiment subit des pertes sensibles. Malgré cela, toutes les attaques ennemies sont repoussées. Le régiment reste maitre du terrain, mais le sol est jonché de cadavres et les tranchées conquises pleines de morts et de blessés allemands. Les allemands, cernés, coupés de leurs communications avec la rive est du canal, sont dans l'obligation de se rendre. Le régiment va être relevé, il l'a bien gagné; il a emporté des tranchées solidement organisées, garnies d'un grand nombre de mitrailleuses, conquis de haute lutte un village-redoute et s'est emparé du seul pont reliant les deux rives du canal de l'Yperlée.
Le 24 mai, la brigade passe sous le commandement du colonel Mangin et les 30 et 31 mai, elle coopère aux attaques de la 45e DI dans la direction de Boesinghe et le 6 juin quitte définitivement la Belgique après avoir entièrement rempli la mission qui lui avait été confiée et mérite sa première citation.
- 25 septembre-6 octobre : seconde bataille de Champagne

## Inscriptions portées sur l’étendard  du régiment
Il porte, cousues en lettres d'or dans ses plis, les inscriptions suivantes :
- L'Yser 1914
- Verdun 1916
- La Somme 1916
- Les Monts 1917
- L'Aisne 1918
- Montdidier 1918

## Décorations
- Croix de guerre 1914-1918 avec 5 palmes.
- Fourragère aux couleurs du ruban de la croix de la Médaille militaire (5 juillet 1919)

## Personnalités ayant servi au régiment
- André Parant (1897-1941), résistant français, Compagnon de la Libération.

## Citations militaires

### Première Guerre mondiale
Texte des citations à l'ordre de l'Armée obtenues au cours de la Première Guerre mondiale
« La 3e brigade marocaine (9e régiment de marche de zouaves et 1er régiment mixte de zouaves et tirailleurs) : n’a cessé de se distinguer depuis le début de la campagne, vient, sous les ordres du général Cherrier et des lieutenants-colonels Cazenove et Mingasson, de faire preuve de persévérance et d’un entrain héroïque, en enlevant à l’ennemi, par une lutte pied à pied qui a duré plus de seize jours, tous les points d’appui fortifiés qu’il tenait à l’ouest du canal de l’Yser, le rejetant définitivement sur la rive orientale, lui infligeant d’énormes pertes et lui faisant de nombreux prisonniers. »
— 1re citation à l'ordre de l'Armée pour les combats du 25 avril au 16 mai 1915 au nord d’Ypres, Ordre du détachement d’armée de Belgique
« La 153e division d’infanterie (2e et 4e bataillons de chasseurs à pied, 9e régiment de zouaves, 1er régiment mixte de zouaves et tirailleurs, 39e et 60e régiments d’artillerie de campagne, compagnies du génie 9/7 et 9/57) : après avoir montré, sous les ordres du général Deligny, un esprit offensif très remarquable, les 24, 2 et 26 février 1916 a fait preuve, les jours suivants, d’une ténacité, d’une endurance, d’un entrain, d’une volonté de rien céder à l’ennemi, au-dessus de tout éloge. A tenu pendant onze jours consécutifs nuit et jour, en terrain découvert sans relève possible sous un effroyable bombardement de tous calibres, un secteur dont elle n’a pas perdu un pouce et dont elle ne sortait que pour tenter des contre-attaques en vue d’arrêter l’offensive ennemie. »
— 2e citation à l'ordre de l'Armée pour les combats du 25 février au 5 mars 1916 à Verdun, rive droite, Ordre général n° 55 de la 2e Armée, en date du 24 mars 1916
« Régiment d'élite, sous les ordres de son chef, le lieutenant-colonel Moreaux, le 1er régiment mixte de Zouaves et Tirailleurs a pris, à la bataille du 18 au 21 juillet 1918, la part la plus glorieuse, s'emparant successivement, sur 7 kilomètres de profondeur, de trois positions fortement défendues, capturant 27 canons, 170 mitrailleuses, 1 100 prisonniers et infligeant à l'ennemi de fortes pertes. »
— 3e citation à l'ordre de l'Armée pour les combats du 18 au 21 juillet 1918 dans l’Aisne, région de Vauxbuin lors de la Seconde bataille de la Marne, Décision du GQG du 23 septembre 1918
« À peine retiré d'une glorieuse bataille à laquelle il avait pris la part la plus active après l'avoir préparé par toute une série de combats préliminaires, insouciant de ses pertes récentes, se jette, sous le Commandement du Lieut-Colonel Moreaux dans une nouvelle bataille avec plus d'ardeur encore, marchant en dépit des barrages d'artillerie et de mitrailleuses à une allure d’étapes, brisant les résistances successives sur une profondeur de 20 kilomètres, capturant à l'ennemi défait 300 prisonniers, un nombreux matériel et contribuant, par son avance irrésistible à l'encerclement d'un bien plus grand nombre. »
— 4e citation à l'ordre de l'Armée pour les combats du 8 au 11 août 1918 dans la Somme, au nord de Montdidier, Décision du Général commandant en Chef du 23 septembre 1918
« Régiment d'élite, toujours fidèle à ses belles traditions d'héroïsme. Le 27 septembre 1918, s'est porté à l'attaque des lignes allemandes qu'il a enlevées de haute lutte, capturant 110 prisonniers et un matériel considérable. A bousculé l'ennemi sur le Chemin des Dames et l'a refoulé au nord de l'Ailette. Après 14 jours de combats incessants, a forcé le passage et en deux jours de poursuite a réalisé une avance de 18 kilomètres, délivrant cinq villages, réduisant plusieurs centres de résistance défendus avec acharnement. Le 19 octobre, s'est emparé d'un point d'appui fortement organisé où il a fait 105 prisonniers. Le 22 octobre, d'un nouveau bond victorieux de 3 kilomètres, a brisé la résistance de la Hunding Stellung et atteint la rive de la Souche »
— 5e citation à l'ordre de l'Armée pour les combats de la fin septembre et du mois d’octobre 1918 dans l’Aisne, Décision du GQG du 9 décembre 1918

## Sources et bibliographie
- Anthony Clayton, Histoire de l'Armée française en Afrique. 1830-1962, éd. Albin Michel, Paris, 1994
- Robert Huré, L'Armée d'Afrique : 1830-1962, éd. Charles-Lavauzelle, Paris, 1977
- Historique du 1er régiment mixte de zouaves-tirailleurs, Stolberg, Kogel, 1920, 32 p., lire en ligne sur Gallica.